# أفريكا سبورتس
نادي أفريكا سبورتس الوطني (بالإنجليزية: Africa Sports National)‏ نادي كرة قدم ايفواري يلعب في دوري الدرجة الممتازة. تم تأسيس النادي في سنة 1947، وهو يعتبر ثاني أقوى نادي في دولة كوت ديفوار بعد أسيك ميموسا، ويتفوق عليه من حيث عدد وأسبقية التتويج الإفريقي حيث نجح أفريكا سبورتس في الحصول على أول لقب إفريقي يوم 6 ديسمبر 1992.

## إنجازات محلية
- بطل دوري كوت ديفوار ستة عشر موسم أعوام (1967 - 1968 - 1971 - 1977 - 1978 - 1982 - 1983 - 1985 - 1986 - 1987 - 1988 - 1989 - 1996 - 1999 - 2007 - 2008).
- بطل كأس كوت ديفوار خمسة عشر موسم أعوام 1961 - 1962 - 1964 - 1977 - 1978 - 1979 - 1981 - 1982 - 1985 - 1986 - 1989 - 1993 - 1998 - 2002 - 2009).
- كأس فيليكس هوفيه بوانيه عشر مواسم أعوام (1979 - 1981 - 1982 - 1986 - 1987 - 1988 - 1989 - 1991 - 1993 - 2003).

## إنجازات إفريقية
- بطل إفريقيا للأندية أبطال الكأس : 1992 - 1999
- بطل كأس السوبر الأفريقي: 1993
- وصيف دوري ابطال أفريقيا: 1986
- وصيف بطولة أفريقيا للأندية ابطال الكأس : 1980 - 1993

## مشاركات إفريقية
- ظهر أفريكا سبورتس علي ساحة كرة القدم الإفريقية من خلال دوري أبطال أفريقيا لكرة القدم عام 1968 وفيما يلي سجل مشاركاتة الإفريقية.و الأندية التي أخرجتة من الأدوار المختلفة:-
- دوري أبطال إفريقيا (20 مشاركة)

| 1968: دور 16 (استبعاد) 1969: دور 16 مازيمبي (زائير) 1972: دور 16 مازيمبي (زائير) 1978: دور 16 سيلورز (بوركينافاسو) 1979: دور 16 إيمانا (زائير) 1983: دور 32 دياراف (السنغال) 1984: دور 32 سيماسي (توغو) | 1986: النهائي الزمالك (مصر) 1987: دور 8 الأهلي (مصر) 1988: دور 8 إيوانيانو (نيجيريا) 1989: دور 8 بورت جينتل (الجابون) 1990: دور 16 إيوانيانو (نيجيريا) 1997: دور 16 أول أغسطس (أنغولا) 2000: (مجموعة دوري الثمانية) | 2004: (مجموعة دوري الثمانية) 2005: دور 16 الرجاء (المغرب) 2006: تمهيدي ريناسيمينتو (غ.إ.) 2008: دور 32 الزمالك (مصر) 2009: دور 32 زيسكو (زامبيا) 2010: دور 32 الهلال (السودان) |

- أبطال الكأس (7مشاركات)

| 1980: النهائي مازيمبي (زائير) 1982: دور 8 المقاولون (مصر) 1992: بطل أبطال الكأس الإفريقية | 1993: النهائي الأهلي (مصر) 1998: قبل النهائي أول أغسطس (أنغولا) 1999: بطل أبطال الكأس الإفريقية | 2003: دور 8 النجم (تونس) |

- كأس الاتحاد الإفريقي (مشاركتين)

| 1995: دور ال 32 علامة استفهام (علامة استفهام) 2001: قبل النهائي شبيبة القبائل (الجزائر) |